# Dusona crassicornis
Dusona crassicornis là một loài tò vò trong họ Ichneumonidae.